# St. Willibald (Deining)

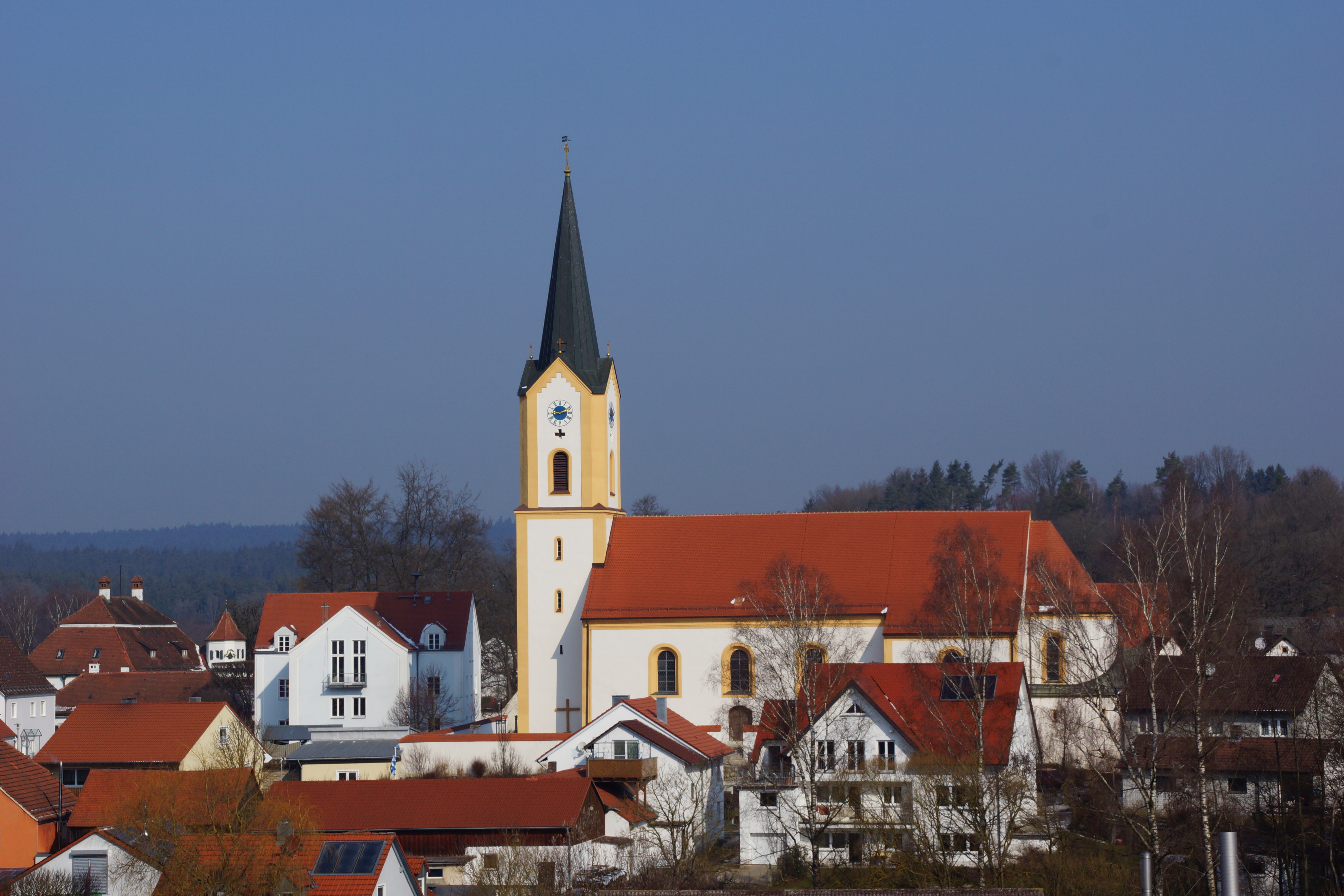
St. Willibald (Deining)

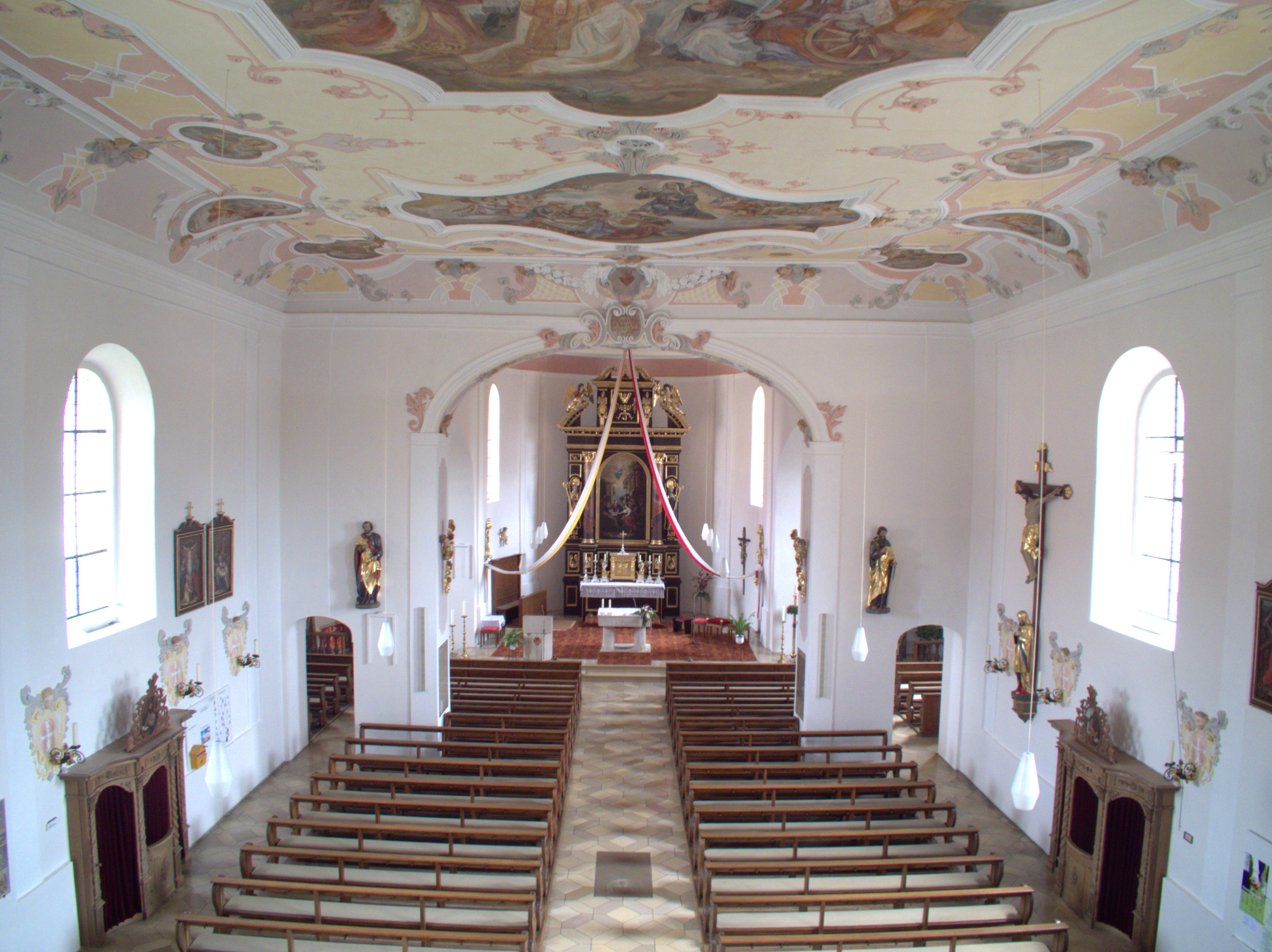
Innenansicht (2012)

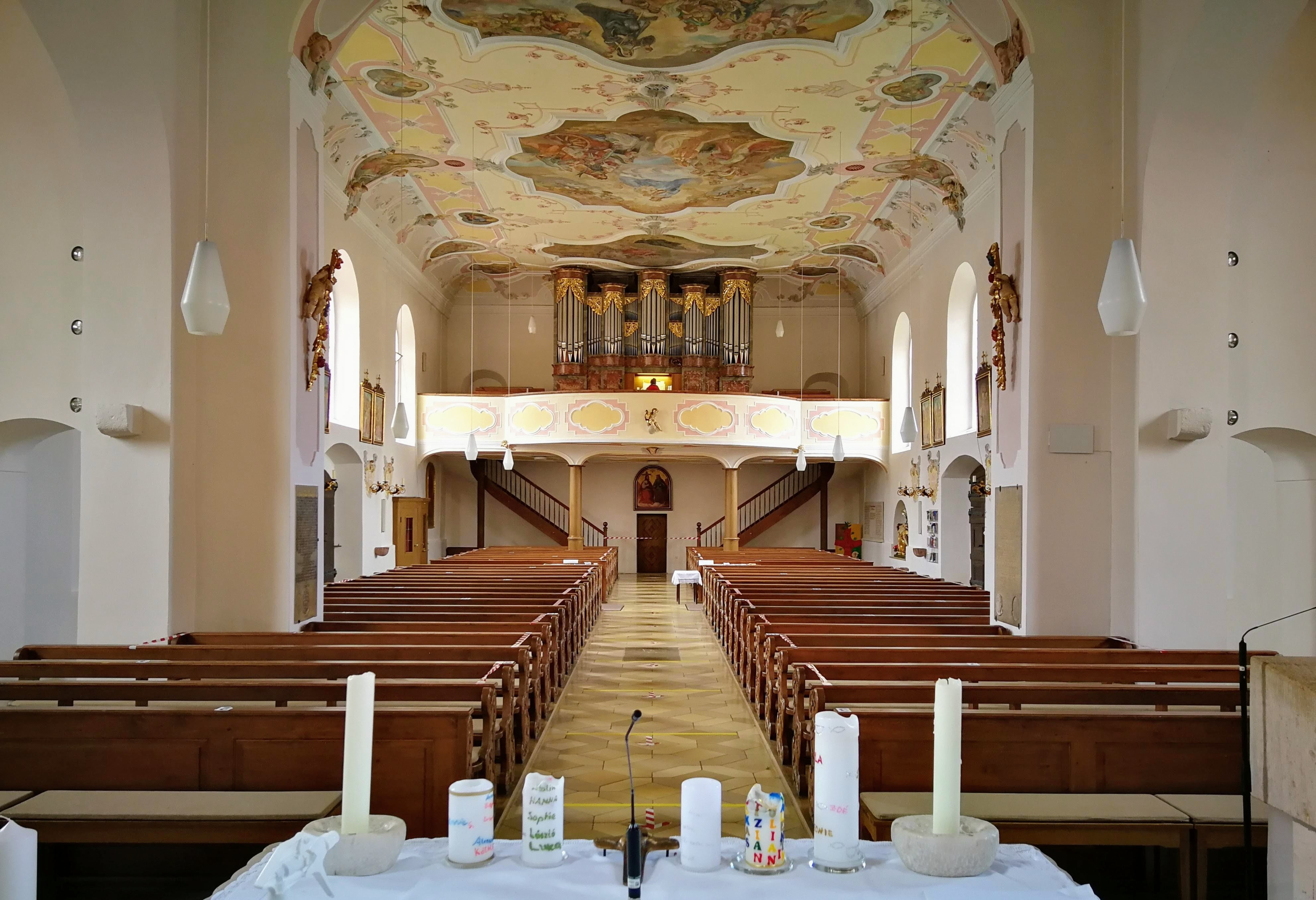
Blick zur Orgel

Die römisch-katholische, denkmalgeschützte Pfarrkirche St. Willibald steht in Deining, einer Gemeinde im Landkreis Neumarkt in der Oberpfalz. Die Kirche gehört zum Pfarrverband Deining im Dekanat Neumarkt in der Oberpfalz des Bistums Eichstätt. Das Bauwerk ist unter der Denkmalnummer D-3-73-119-8 als Baudenkmal in die Bayerische Denkmalliste eingetragen.

## Beschreibung
Die Saalkirche wurde 1733 über den Grundmauern des im 12. Jahrhundert geweihten Vorgängerbaus errichtet. Sie besteht aus einem Langhaus, das mit einem Satteldach bedeckt ist. Im Osten wurde es mit zwei Querarmen unter Schleppdächern verbreitert. In den Querarmen befinden sich Kapellen. Weiter im Osten schließt sich ein 1938 neu gebauter, eingezogener, halbrund geschlossener Chor an. Das oberste Geschoss mit abgeschrägten Ecken des Kirchturms im Westen beherbergt die Turmuhr und den Glockenstuhl, in dem vier Kirchenglocken hängen. Über seinen Giebeln ist er mit einem achtseitigen spitzen Helm bedeckt.
Der Innenraum des Langhauses ist mit einer Flachdecke überspannt, die von Vouten gerahmt wird. Zur Kirchenausstattung gehört ein Hochaltar, der 1962 von der Kirche St. Zeno (Bad Reichenhall) übernommen wurde. Sein Altarretabel zeigt die Anbetung der Hirten, eine Nachbildung des Originals von Peter Paul Rubens.

## Orgel
Die Orgel mit 27 Registern auf drei Manualen und Pedal wurde 1984 als Opus 119 von Orgelbau Sandtner errichtet. Das erste Manual ist ein Koppelmanual. Die Disposition lautet:
| II Hauptwerk C–g3 |       |
| Pommer            | 16′   |
| Principal         | 8′    |
| Holzgedeckt       | 8′    |
| Octave            | 4′    |
| Rohrflöte         | 4′    |
| Sesquialter II    |       |
| Octave            | 2′    |
| Mixtur IV–V       | 1 ⁄3′ |
| Larigot           | 1 ⁄3′ |
| Trompete          | 8′    |
| Tremulant         |       |

| III Schwellwerk C–g3 |        |
| Rohrflöte            | 8′     |
| Salicional           | 8′     |
| Principal            | 4′     |
| Blockflöte           | 4′     |
| Nasard               | 2 ⁄3′  |
| Waldflöte            | 2′     |
| Terz                 | 1 3⁄5′ |
| Octave               | 1′     |
| Mixtur IV            | 2′     |
| Dulcian              | 16′    |
| Kopftrompete         | 8′     |
| Tremulant            |        |

| Pedal C–f1    |       |
| Subbaß        | 16′   |
| Principal     | 8′    |
| Gedeckt       | 8′    |
| Choralbaß     | 4′    |
| Hintersatz IV | 2 ⁄3′ |
| Fagott        | 16′   |

- Koppeln: III/P, II/P
- Spielhilfen: 6facher mechanischer Setzer
- Bemerkungen: Schleiflade, mechanische Spiel- und elektrische Registertraktur, Spielschrank, neubarocker Prospekt